# 長崎神社
長崎神社（ながさきじんじゃ）は、東京都豊島区長崎の神社。旧・長崎村鎮守。

## 歴史
創建年代は不明である。隣接の金剛院が当社の別当寺になった江戸時代中期の祭神は十羅刹女で、「十羅刹女社」という名称であった。現在も「十羅刹女社」と彫られた石の水鉢が残っている。明治初期の廃仏毀釈（神仏分離）により、当社は金剛院から切り離され、十羅刹女は祭神から排除され、代わりに埼玉県の氷川神社から分霊を勧請し、「氷川神社」に改称した。1874年（明治7年）に「長崎神社」に改称した。
当社に伝わる獅子舞は、元禄時代に始まるといわれており、豊島区の無形文化財に指定されている。関東地方に多い三匹獅子舞に分類される。

## 境内の建造物等

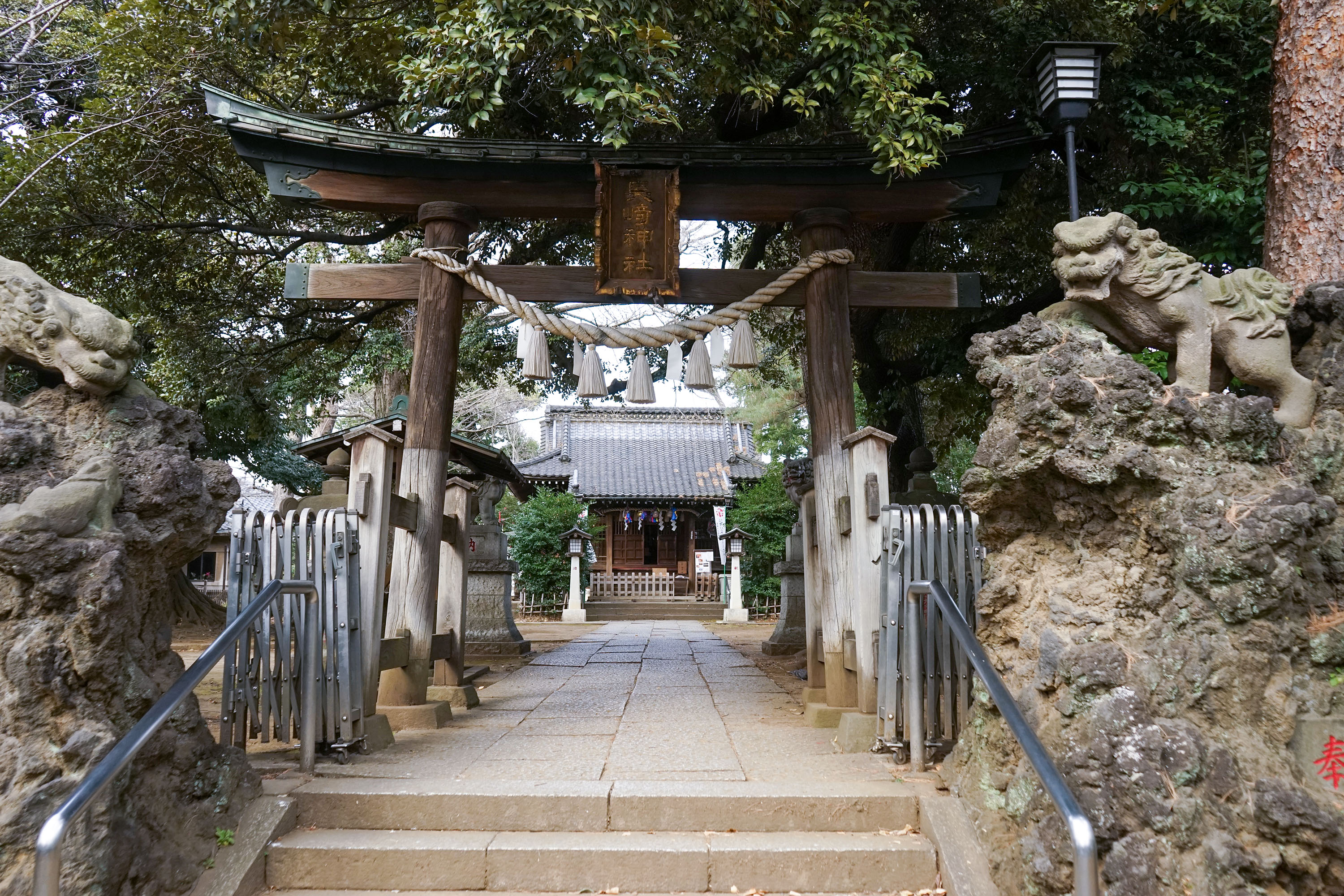
二の鳥居と拝殿（2021年3月1日撮影）
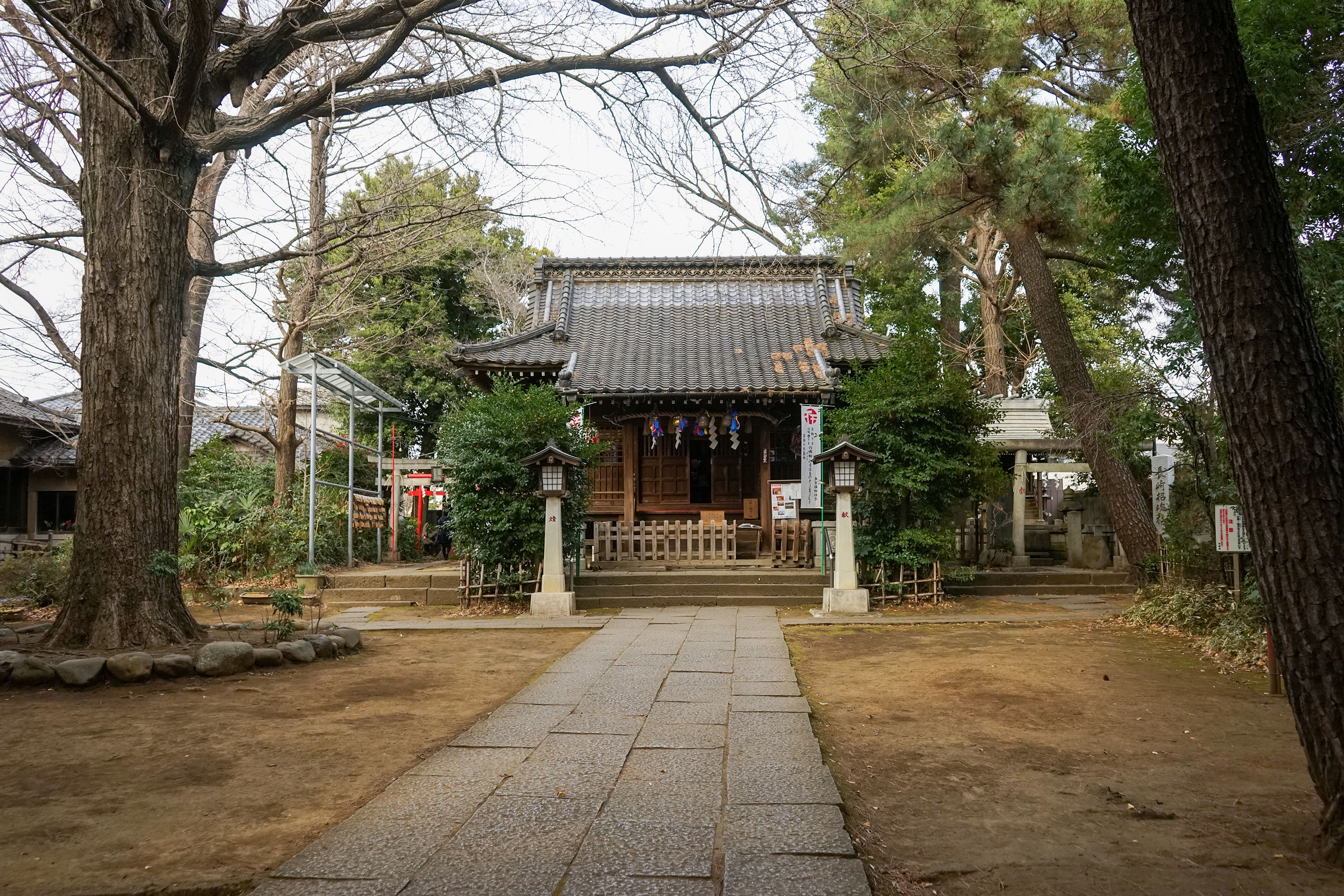
拝殿（2021年3月1日撮影）
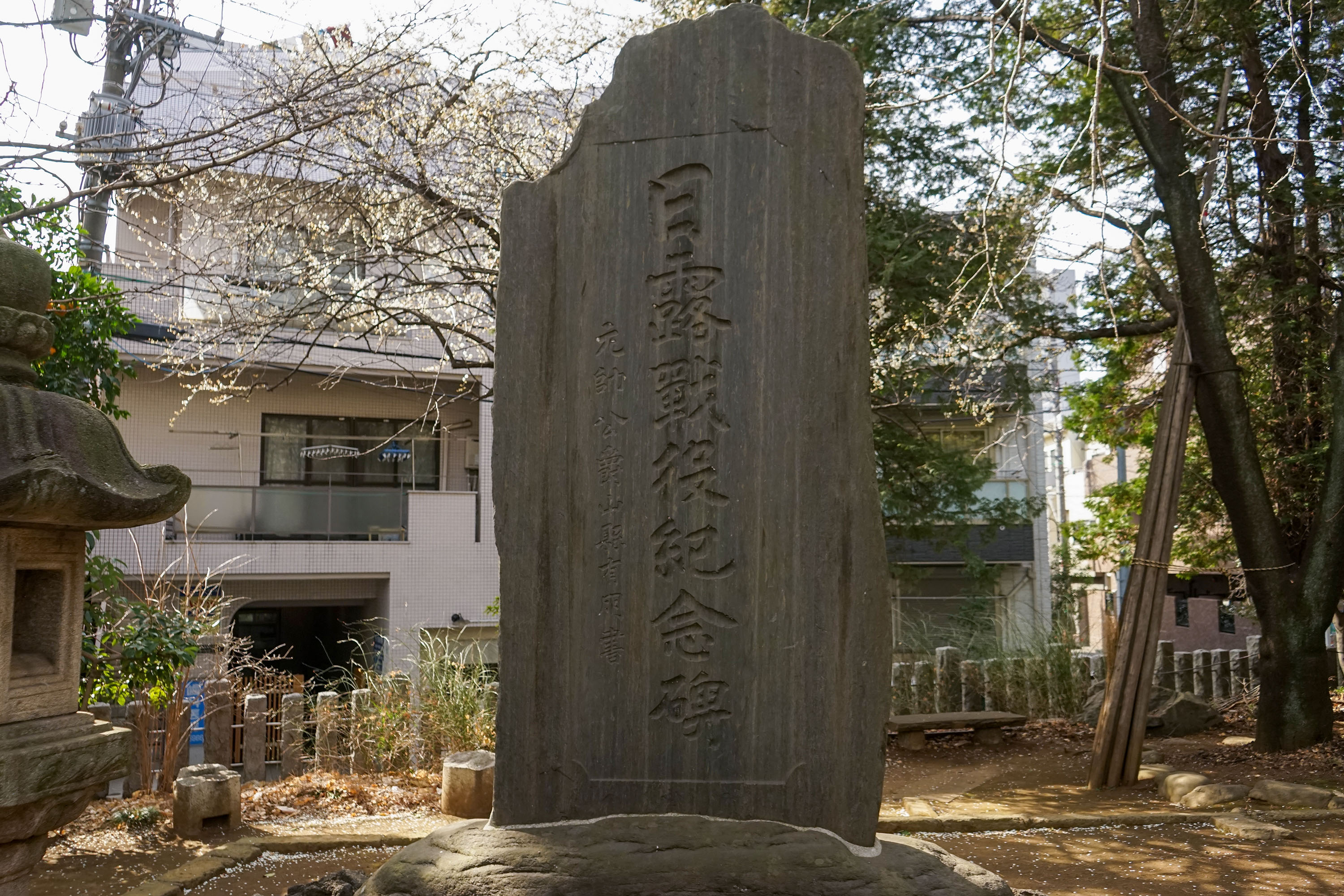
日露戦役紀念碑（2021年3月1日撮影）
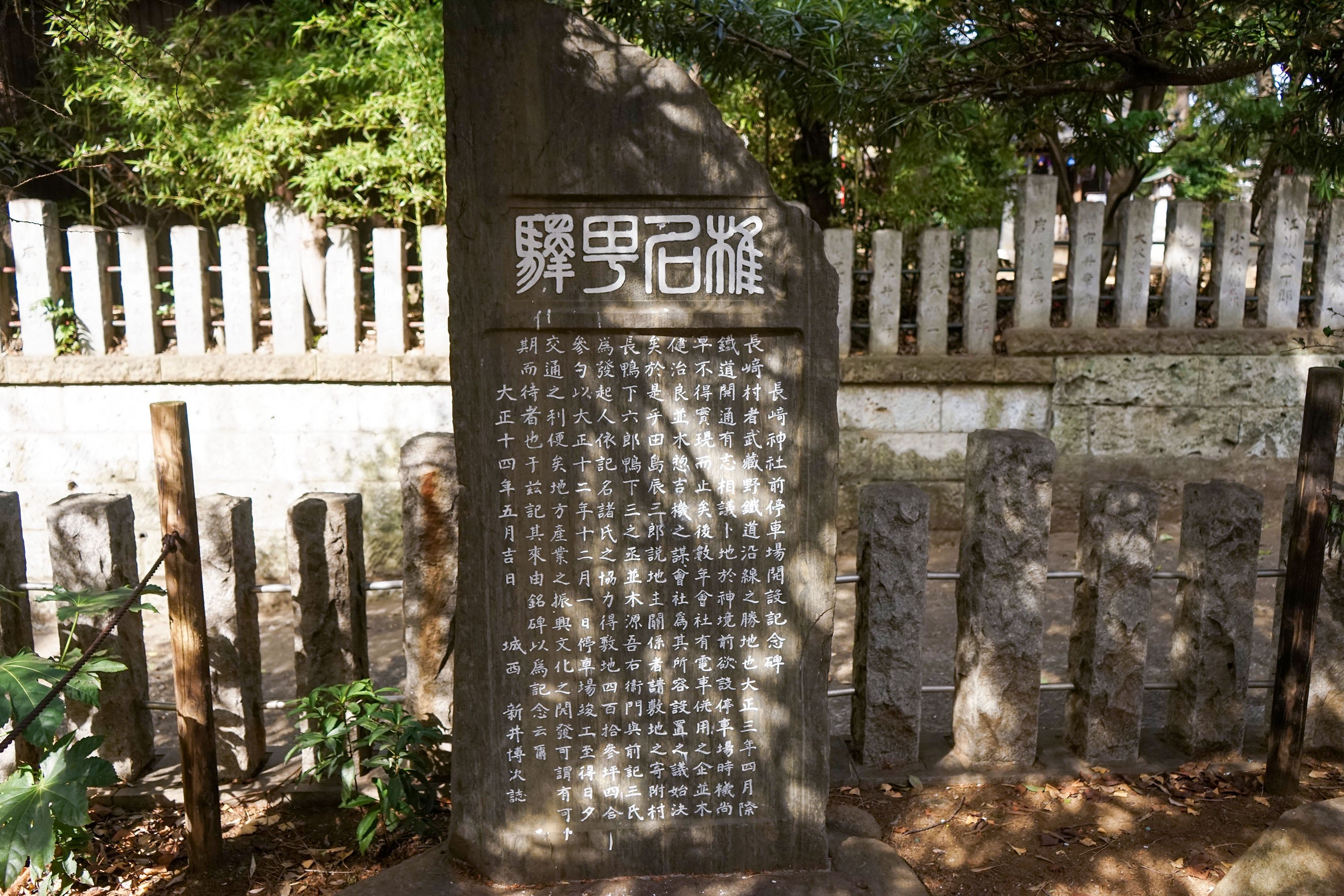
椎名町駅開設記念碑（2021年3月1日撮影）

## 境外社
- 天祖神社

## 氏子地域
- 豊島区長崎一丁目～六丁目
- 南長崎一丁目～六丁目
- 千早一丁目～四丁目
- 要町一丁目～三丁目
- 高松一丁目～三丁目
- 千川一丁目～二丁目
- 目白四丁目5～16･24～34、五丁目
- 西池袋四丁目5～6･11(一部)･12･13(一部)･16(一部)･19～40、五丁目25～28
- 池袋三丁目3･11～12･15～18

## 交通
- 首都高速中央環状線「西池袋出入口」より車で約1分。
- 西武鉄道池袋線「椎名町駅」より徒歩で約1分。